# 马唐草边疆
《马唐草边疆：美国城市的郊区化进展》（英語：Crabgrass Frontier: The Suburbanization of the United States）是一本由美国历史学家与社会学家肯尼思·T·杰克逊创作的城市史著作，1985年由牛津大學出版社出版，获得1986年的弗朗西斯·帕克曼奖与班克洛夫特獎。